# Местные управления Французской Республики
Местные управления Французской Республики (муниципальные администрации, фр. administration municipale) — административные органы коммун Франции в 1793—1800 году. Созданы на основании Конституции 1793 года. Упразднены в 1800 году новым законом о местном самоуправлении, принятом на основании Конституции 1799 года. Состояли из председателя местного управления (президента муниципальной администрации) (président de l’administration municipale) (по Конституции 1795 года) и муниципальных служащих (муниципальных офицеров) (officiers municipaux) (по Конституции Французской Республики 1793 года) или членов местного управления (членов муниципальных администраций) (membres des administrations municipales) (по Конституции Французской Республики 1795 года), избиравшихся собраниями общин, сроком на 2 года, при ежегодном переизбрании. В 1800 году местные управления были заменены местными советами.